# New Look (entreprise)
New Look est une entreprise britannique de mode fondée en 1969. 
Sa filiale française a 34 établissements et emploie en 2017 : 447 personnes, son chiffre d'affaires est de 67 millions d'euros en 2017. Son président est David Monaghan.

## New Look France
Elle est immatriculée le 14 décembre 2005.
En septembre 2018, la fermeture des 2/3 des magasins en France est annoncée.
Au 31/03/2019 son chiffre d'affaires est estimé à 49 M€ contre 57,9 M€ au 31/03/2018 et 67 M€ au 31/03/2017.
Elle emploie 442 salariés à fin mars 2019. dans 30 points de vente (11 en Ile-de-France).
Elle est placée en redressement judiciaire le 25 mars 2019,,,.
Le 25 avril 2019 un repreneur est recherché par voie de presse. À défaut, la société sera placée en liquidation judiciaire.
Le 24 juin 2019, les administrateurs responsables de New Look France demandent la liquidation judiciaire rapide de l'entreprise, faute de repreneurs crédibles. Plus de 400 emplois sont menacés par cette décision. La fermeture définitive de tous les magasins du réseau a eu lieu en date du 26 juin 2019.